# Michel Chadeuil
Michel Chadeuil (en occitan Micheu Chapduelh), né en 1947 à Agonac en Dordogne, est un écrivain et chansonnier français.
Il est un des premiers écrivains occitans de dialecte limousin à avoir utilisé la graphie classique occitane. Il participe à la revue Lo Leberaubre consacrée à la littérature fantastique avec Jan dau Melhau.
Son œuvre est basée sur un savant mélange d'humour noir et de fantastique. Il a aussi écrit de nombreuses chansons, notamment pour Joan-Pau Verdier.